# Oibares
Oibares, Sohn des Megabazos, war ein Satrap von Daskyleion und verhalf laut dem griechischen Historiker Herodot Dareios I. auf den persischen Thron.
Nach dem Tod des Amtsinhabers Kambyses II. und einer Besetzung des persischen Thrones durch die benachbarten Meder akzeptierten die Anführer von sieben adligen persischen Familien den fremden König Smerdis auf dem eigenen Thron nicht. Nachdem sie den König getötet hatten, berieten sie über seine Nachfolge. Dareios I. konnte sich schließlich mit dem Plädoyer für die Fortführung der Monarchie durchsetzen. Der neue König sollte durch den Zufall bestimmt werden – wessen Pferd beim Ausritt am nächsten Tag zuerst wieherte, der solle König werden. Dareios I. wandte sich daraufhin an seinen Stallmeister Oibares, der ihm mit einer List dazu verhalf. Er führte in der Nacht Dareios’ I. Hengst mehrmals an eine Stute heran, bevor er diese besteigen konnte. Als am nächsten Tag Dareios I. mit seinem Hengst an diese Stelle gelangte, wieherte der Hengst in Erinnerung an dieses Erlebnis. Ein Blitz bestätigte das Zeichen und Dareios I. wurde von den sieben adligen Persern zum neuen König erklärt. Nach einem anderen persischen Bericht soll Oibares hingegen die Geschlechtsteile der Stute berührt und mit deren Geruch Dareios’ I. Hengst beim Ausritt zum Wiehern gebracht haben. Als Oibares dann 493 v. Chr. Satrap von Daskyleion geworden war, unterwarf sich die griechische Stadt Kyzikos dem persischen Heer, weswegen die mit den Persern verbündeten Phönizier bei ihren Plünderungszügen entlang der kleinasiatischen Küste die Stadt nicht zerstörten.